# Sybian

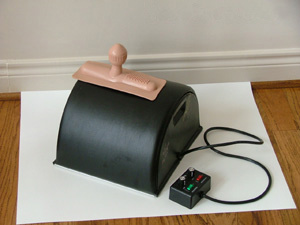
Ein Sybian inkl. Bedienungsgerät

Ein Sybian ist ein mit einem Elektromotor betriebenes Sexspielzeug, das von David L. Lampert entwickelt wurde und durch dessen Firma Abco Research Associates in Monticello (Illinois) gefertigt und von dort weltweit vertrieben wird.

## Beschreibung
Die Idee zum Bau des Sybian hatte Lampert in den frühen 1970er Jahren, jedoch dauerte es bis zur endgültigen Verwirklichung und Marktreife mehrere Jahre. Seit 1985 wird der Sybian professionell vermarktet. Bei der Wahl der Markenbezeichnung stand die antike griechische Stadt Sybaris Pate, deren Einwohnern sprichwörtliche Genusssucht nachgesagt wurde.
Der Sybian besteht aus einem sattelähnlichen Sitz, aus dessen Mitte eine Grundplatte mit einem optionalen Stab herausragt. Durch einen Elektromotor wird der Gummiaufsatz in Vibration versetzt; außerdem ist es möglich, zusätzlich angebrachtes Zubehör rotieren zu lassen. Vibration und Drehung sind separat regel- und abschaltbar. Als Zubehör können beispielsweise Dildos, Butt Plugs oder Noppen dienen. Die Grundplatte dient der Erregung der Schamlippen und des Kitzlers, der Stab wird in die Vagina eingeführt.
Der Sybian hat ein Gewicht von 10 kg und eine Grundfläche von 33,5 cm × 31,5 cm. Vom Grund bis zum oberen Teil beträgt die Höhe 21,5 cm. Mit Zubehör besitzt der Sybian eine Höhe von ungefähr 4 cm von der Sitzfläche bis zur Spitze der Gummivorrichtung, wodurch eine Gesamthöhe von etwa 25 cm erreicht wird. Der Preis eines Gerätes liegt bei rund 1245 US$ (2021).